# Unixtid

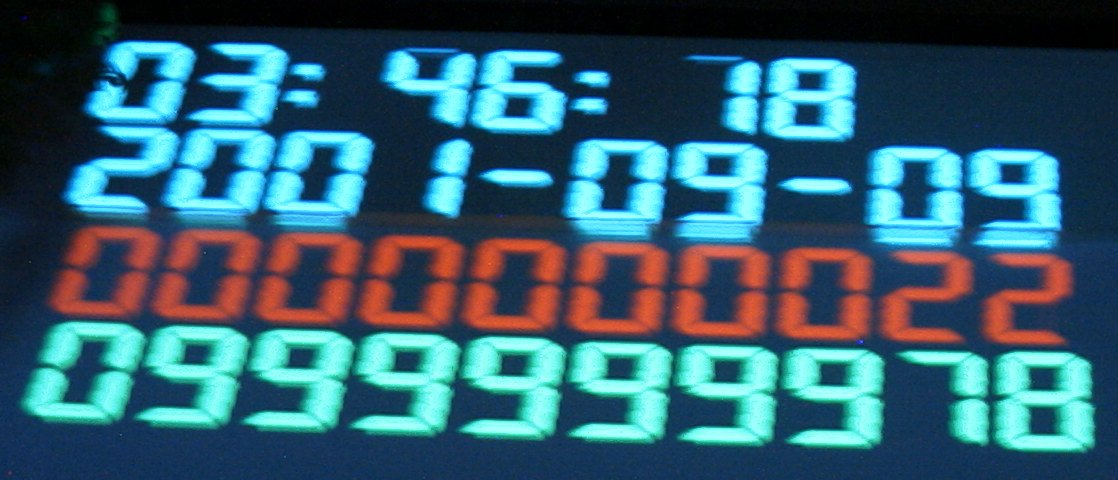
Unixtiden passerade 1000 000 000 sekunder 2001-09-09T01:46:40Z. Detta firades i Köpenhamn, Danmark vid en fest som hölls av Danish UNIX User Group (03:46:40 lokal tid).

Unixtid (engelska: Unix time, även POSIX time eller Epoch time) är ett system för att representera tidsangivelser, definierat som antal sekunder som förflutit sedan midnatt 1 januari 1970 proleptisk gregoriansk kalender koordinerad universell tid (UTC), dock utan att definiera hur och om det räknar med skottsekunder, som hanteras olika i olika implementationer. Unixtid används i Unixliknande operativsystem, samt i flera andra datorsystem och filformat. 
Unixtiden kan visas på en del Unixsystem genom att man skriver date +%s i kommandotolken.
13 februari 2009 exakt 23:31:30 (UTC) blev Unixtiden exakt '1234567890' i det decimala talsystemet. Fester och annat firande hölls runtom i världen för att fira denna 1234567890-dag bland olika tekniska subkulturer.

## År 2038-problemet
19 januari 2038 kommer unixtiden att bli 2147483647 eller 231-1. Detta kommer att orsaka problem för datorsystem som för att hantera tiden använder 32 bitars representation av heltal med tecken, eftersom det är det största heltal som kan uttryckas på detta sätt. De flesta system kommer antagligen att låta räknaren slå runt, så att nästa sekund representeras av det minsta tal som kan uttryckas så (ett negativt tal, -231, motsvarande en tidpunkt under året 1901). Därmed kan t.ex. naiv programvara som jämför tidpunkter uppfatta att gångna tidpunkter ligger i framtiden. Följderna är svåra att förutsäga. Detta problem, år 2038-problemet, påminner om problemen som väntades år 2000 (millenniebuggen). Program som använder unixtid för framtida tidpunkter kommer att stöta på problemet innan 2038.

## 64 bitar
I en del nyare operativsystem har variabeltypen "time_t" som används för unixtiden blivit utvidgad till 64 bitar. Denna typ räcker för att beskriva cirka 584 miljarder år in i framtiden, vilket får anses vara tillräckligt för de flesta ändamål. I den negativa riktningen sträcker sig detta mer än 20 gånger åldern på universum. För 32 bitars processorer betyder en sådan implementation att många operationer som använder unix-tid blir långsammare.